# Kunstverein für die Rheinlande und Westfalen

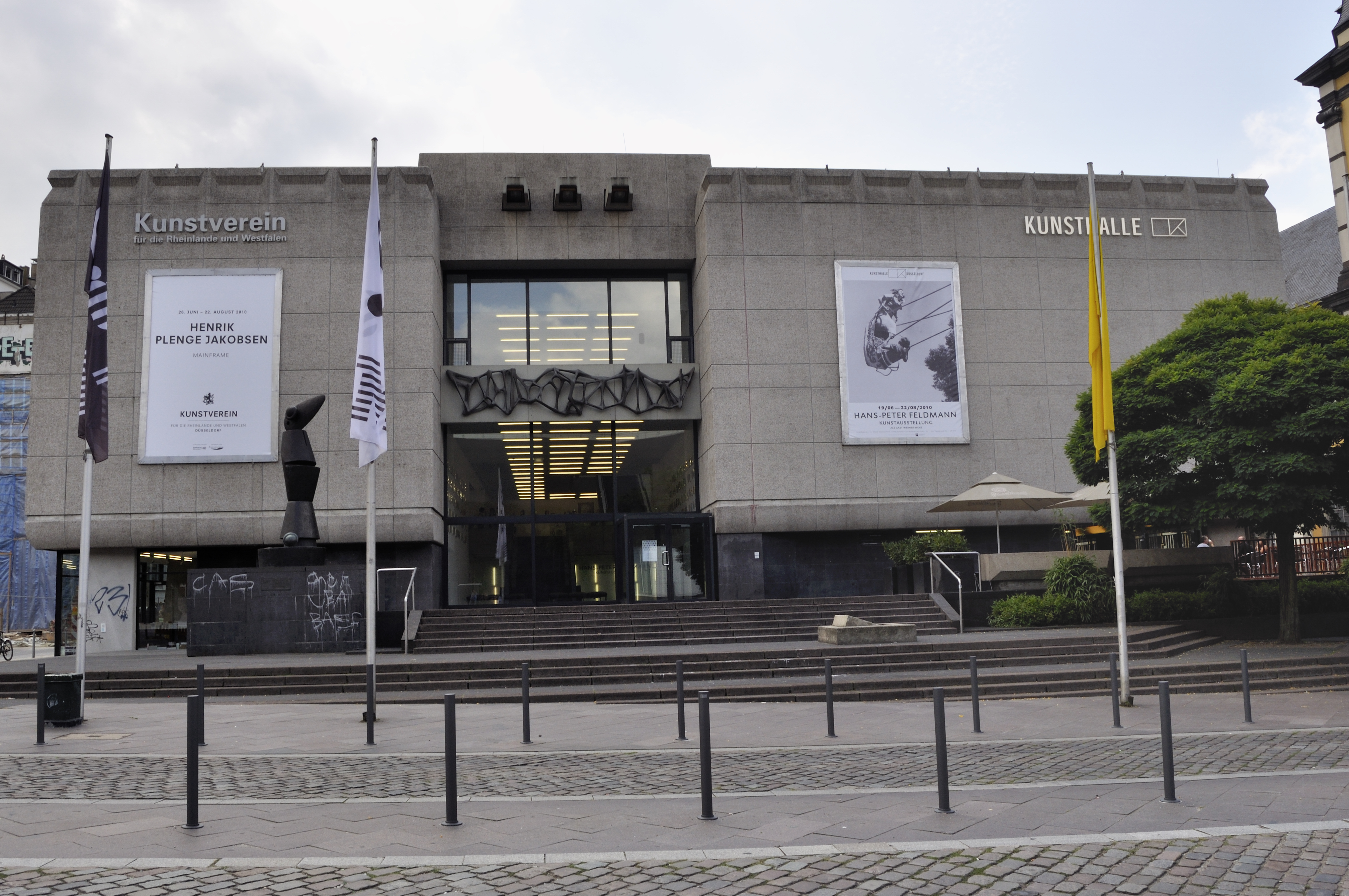
Kunsthalle Düsseldorf, Sitz des Kunstvereins (2010)

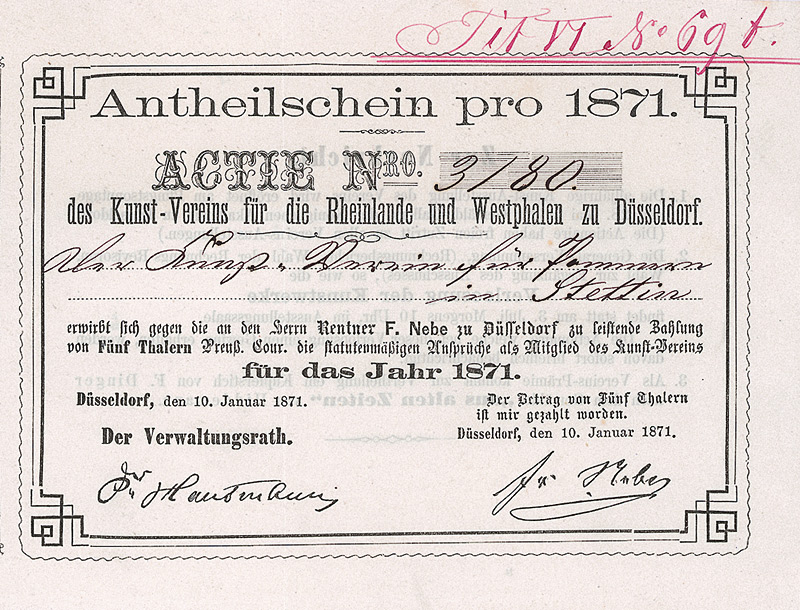
„Actie des Kunst-Vereins für die Rheinlande und Westphalen zu Düsseldorf“ vom 10. Januar 1871

Der Kunstverein für die Rheinlande und Westfalen e. V. ist ein gemeinnütziger und eingetragener Verein mit Sitz in Düsseldorf, der sich der Präsentation und Vermittlung zeitgenössischer Kunst widmet. Er wurde durch Statut vom 23. Januar 1829 gegründet, damals noch in der Schreibweise Kunst-Verein für die Rheinlande und Westphalen, und ist einer der ältesten deutschen Kunstvereine.

## Geschichte

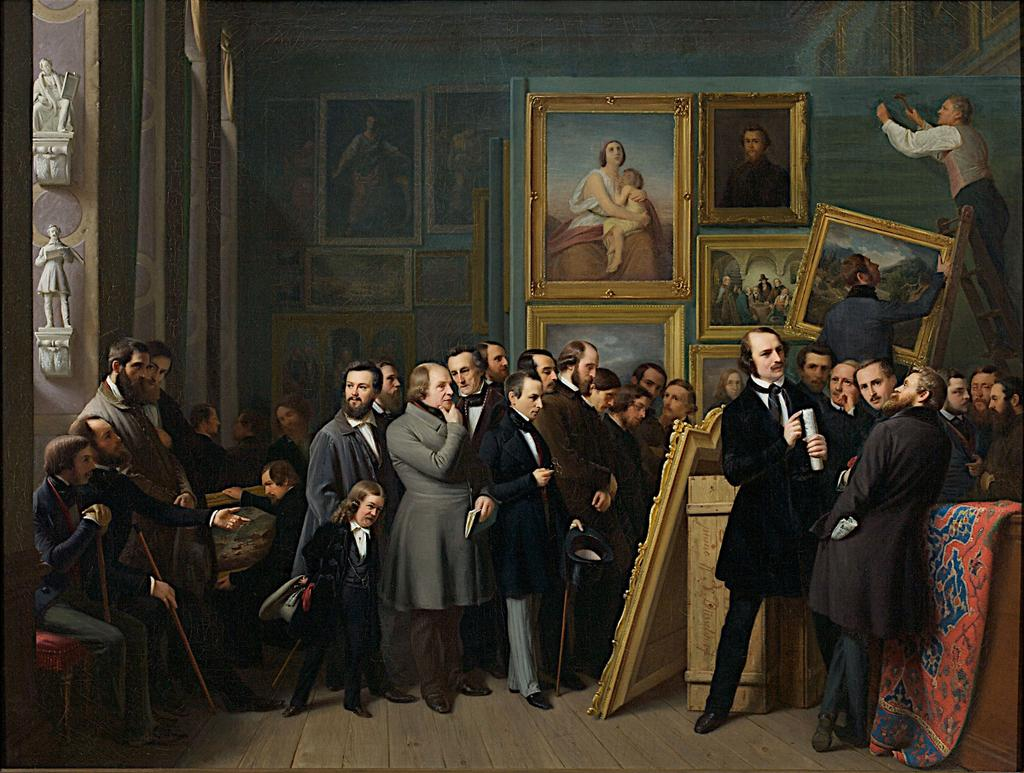
Die Bilderschau der Düsseldorfer Künstler im Galeriesaal von Friedrich Boser, 1844, zeigt die Akademieausstellung des Kunstvereins mit Akademiedirektor Wilhelm von Schadow (im grauen Gehrock) im Bildzentrum. Rechts neben ihm ist Karl Schnaase dargestellt, damals Vorsitzender des Kunstvereins.

### 1829 bis 1933
Zu den Gründern des Kunstvereins gehörten bekannte Künstler und Professoren aus dem Umfeld der Kunstakademie Düsseldorf, allen voran der damalige Akademiedirektor und Maler Wilhelm von Schadow sowie der Akademie‐Professor Karl Josef Ignatz Mosler, sowie adlige und bürgerliche Honoratioren aus der Rheinprovinz und Westfalen. Hauptzweck des Vereins war nach Art. 1 der Satzung: „die Kunst zu befördern – daher die Künstler und Kunstjünger in ihren Bestrebungen aufzumuntern und zu unterstützen, allgemeine Theilnahme für das Schöne anzuregen, und dahin zu wirken, daß die Kunst vorzugsweise dem Schmucke des öffentlichen Lebens sich widme und so Gelegenheit erhalte, die würdigsten Denkmale ihres Strebens der Zukunft zu überliefern.“ Kunstwerke von in Düsseldorf wirkenden als auch von überregionalen Künstlern sollten angekauft und im Kreise der Mitglieder verlost bzw. der Öffentlichkeit übergeben werden. Daneben wollte der Verein auch von sich aus aktiv werden und durch Bestellung von neuen und dem Einsatz für die Erhaltung von bestehenden Kunstwerken das öffentliche Leben künstlerisch bereichern. Bis zu seinem Umzug in einen festen Ausstellungsraum hatte der Kunstverein seinen Sitz im Düsseldorfer Schloss, in dem im 19. Jahrhundert auch die Akademie untergebracht war. In diesem fanden die ersten jährlichen Ausstellungen statt. Die ersten Mitglieder kamen aus ganz Deutschland, vornehmlich aus den Rheinlanden und Westfalen, und waren Förderer und Sammler der Düsseldorfer Malerschule. Protektor des Vereins war von 1829 bis 1861 Friedrich von Preußen, danach Karl Anton von Hohenzollern. Um die Jahrhundertwende zählte der Verein fast 14.000 Mitglieder. Seinen Sitz konnte der Verein nach dem schweren Schlossbrand im März 1872, bei dem das Sekretariat mit allen Archiven und Papieren sowie die Depots an Kupferstichvorräten und gestochenen Platten ein Raub der Flammen geworden war, nicht wieder beziehen. Er residierte auf Vermittlung des Fürsten von Hohenzollern danach für mehrere Jahre im Schloss Jägerhof bzw. nutze Räumlichkeiten der Tonhalle in der Schadowstraße 91. Ab 1882 nutzte der Verein die damalige Düsseldorfer Kunsthalle, das bis zur Beschädigung im Zweiten Weltkrieg und dem anschließenden Abriss, mit der Schmalfront die Hauptansichtsseite zur Heinrich-Heine-Allee, auf dem heutigen Grabbeplatz (ehemalig Friedrichsplatz) gelegen war. Die Karyatiden von Wilhelm Albermann, die erhalten sind und heute in der Hunsrückenstraße stehen, flankierten damals das Eingangsportal. Von Anfang an war das Vereinsleben des Düsseldorfer Kunstvereins stets auch durch künstlerische und kulturpolitische Auseinandersetzungen mit den Düsseldorfer Verhältnissen und dem allgemeinen Kunstgeschmack der Zeit geprägt. Wiederholt war der Kunstverein daher Ort und mitunter auch Anlass für verschiedene und teilweise heute vergessene Kunst‐und Künstlerkämpfe, etwa zwischen der Kunstakademie und der unabhängigen Künstlerschaft in der Mitte des 19. Jahrhunderts.

### 1933 bis 1945
Nach der Regierungsübertragung auf die NSDAP Anfang 1933 und der folgenden nach und nach vollzogenen Gleichschaltung des deutschen Kulturlebens sah sich auch der Düsseldorfer Kunstverein dem Zwang ausgesetzt, sich den neuen Verhältnissen inhaltlich und organisatorisch anzupassen. Zum 1. November 1933 wurden alle deutschen Kunstvereine zwangsweise zu einer Mitgliedschaft im „Bund Deutscher Kunstvereine e. V.“ als dem entsprechenden Fachverband der Reichskammer der bildenden Künste innerhalb der Reichskulturkammer verpflichtet. 1933 wurden mindestens zwei prominente NSDAP‐Mitglieder in den Ausschuss des Kunstvereins gewählt, erstens der Düsseldorfer Oberbürgermeister Hans Wagenführ und zweitens der damalige Gauvorsitzende für „Westfalen‐Niederrhein“ des „Reichskartells der bildenden Künste“ (Vorgängerinstitution der Reichskammer der bildenden Künste), Ludwig Siekmeyer. Im Herbst 1934 trat der gesamte Verwaltungsrat aus unklaren Gründen, wahrscheinlich im Zusammenhang mit einer größeren Satzungsänderung, zurück. Bis Anfang 1945 konnte der Kunstverein seine Vereinsarbeit aufrechterhalten, ebenso hatte der Kunstverein bis Ende 1943 Ausstellungen ausgerichtet. Durch die sehr schlechte Überlieferungs- und Forschungslage zum Düsseldorfer Kunstverein im Zeitraum von 1933 bis 1945 ist es bis jetzt nur sehr unzureichend möglich, genauere Aussagen zu den Entwicklungen und Tendenzen im Kunstverein in dieser Phase zu treffen.

### 1945 bis 1967
Nach Kriegsende konnte der Kunstverein seine Vereinstätigkeit sehr rasch wieder aufnehmen. 1947 wurde Hildebrand Gurlitt zum ersten Geschäftsführer der Nachkriegszeit ernannt, welcher gut vernetzt in den folgenden Jahren sehr erfolgreich ein ambitioniertes und modernes Ausstellungsprogramm umsetzte, das dem Kunstverein national wie international zu großer Beachtung verhalf. Allgemein spielte im Ausstellungskonzept des Kunstvereins auch nach dem Krieg weiterhin die Präsentation von „klassischen“ Werken deutscher und europäischer Kunst eine sehr große Rolle. 1948 nahm der Kunstverein dann auch seine Ausstellungstätigkeit wieder auf und bezog die Räumlichkeiten im Erdgeschoss der Ruine der städtischen „Kunsthalle“ am Grabbeplatz. Die dortigen Räume waren dem Verein durch die Stadt Düsseldorf als Provisorium zugewiesen worden und beherbergten bis 1967 die Büro‐und Ausstellungsräume des Kunstvereins. Ab 1949 wurden immer wieder Ausstellungen zum Werk von Künstlern ausgerichtet, die im Nationalsozialismus verfolgt, verboten bzw. abgelehnt worden waren, u. a. zu Marc Chagall (1949), Lovis Corinth (1950), Max Beckmann (1950), Aristide Maillol (1951), Max Ernst (1951), Karl Schmidt‐Rottluff (1951), Ewald Mataré (1952), Fernand Léger (1952), Pablo Picasso (1953), Ernst Wilhelm Nay (1953), Emil Nolde (1953), Max Liebermann (1954), Ernst Ludwig Kirchner (1960) u. v. m. Nach Gurlitts Tod 1956 wurde zunächst dessen Stellvertreter Karl-Heinz Hering zum kommissarischen Nachfolger bestellt. Von 1959 bis 1961 war Hering zusammen mit Ewald Rathke sowie dann von 1961 bis 1986 alleiniger Geschäftsführer des Düsseldorfer Kunstvereins. Zentrale Bedeutung für die Ausrichtung des Kunstvereins hatten daneben vor allem auch die in dieser Phase ausgerichteten Ausstellungen von bereits bekannten bzw. teilweise auch zu dieser Zeit in Deutschland noch weitgehend unbekannten zeitgenössischen nationalen und internationalen Künstlern, u. a. zu Sam Francis (1959), Tadeusz Kantor (1959), Renato Birolli (1959), Lasar Segall (1960), Maurice Estève (1961), Jackson Pollock (1961), Piero Dorazio (1961), Jean Lurçat (1961), George Rickey (1962), Hans Hartung (1963), Kurt Craemer (1963), Roberto Sebastian Matta (1963), Viktor Vasarely (1964), Bernhard Luginbühl (1965), Eva Hesse (1965), Fritz Winter (1966), Horst Janssen (1966), Alan Davie (1968), Max Bill (1968), Jésus Rafael Soto (1968), Niki de Saint‐Phalle (1968) u. v. m.

### Ab 1967
Seit 1967 verfügt der Kunstverein in der neu gegründeten Kunsthalle Düsseldorf über Räumlichkeiten in dem von Konrad Beckmann errichteten brutalistischen Gebäude am Grabbeplatz. An der die Kunsthalle tragenden gemeinnützigen Gesellschaft ist der Kunstverein zu 25,1 Prozent beteiligt. Im Zentrum der Stadt gelegen, präsentiert der Kunstverein seitdem sein Programm in unmittelbarer Nachbarschaft zur Kunstakademie Düsseldorf sowie der 1985 errichteten Kunstsammlung Nordrhein-Westfalen. Die Renovierung des Gebäudes durch das Architektenteam rheinflügel im Jahr 2001 führte die brutalistische Architektur zu ihrer ursprünglichen Form zurück.

## Programm
Neben wechselnden Ausstellungen bestimmt die Vermittlung der gesellschaftlichen Relevanz zeitgenössischer Kunst das Profil des Kunstvereins. Dazu zählt die Entwicklung von Modellen, das Verhältnis von Bildender Kunst und ihren Betrachtern neu zu bestimmen ebenso, wie der Kommentar der Gegenwart, ihren Herausforderungen und Visionen. Um den Mitgliedern und Besuchern den Zugang zum aktuellen Kunstgeschehen und den Umgang mit den Ausstellungen zu erleichtern, bietet der Kunstverein zahlreiche Führungen, Vorträge, Filmprogramme, Symposien und Reisen an.
2001 wurde der Kunstverein für sein Programm mit dem von der Jürgen-Ponto-Stiftung vergebenen Preis Junge Kunst in Kunstvereinen ausgezeichnet. Der Kunstverein hatte Anfang 2022 nach eigenen Angaben über 2.500 Mitglieder. Direktorinnen waren von 2001 bis 2006 Rita Kersting und ab 2006 Vanessa Joan Müller; im September 2011 folgte ihnen Hans-Jürgen Hafner nachgefolgt (turnusmäßig bis 31. August 2016). Als Nachfolgerin wurde im Mai 2016 Eva Birkenstock berufen. Seit Oktober 2021 ist Kathrin Bentele Direktorin des Kunstvereins.

## Auszeichnungen
2015 wurde dem Kunstverein der mit 8000 Euro dotierte Preis für Kunstvereine zuerkannt, der seit 2006 in Kooperation der Arbeitsgemeinschaft Deutscher Kunstvereine (ADKV) und der Art Cologne verliehen wird. Der Preis wurde am 18. April 2015 während der Art Cologne überreicht.

## Ausstellungen
- 2024/25: Monica Majoli. Distant Lover 2009–2024
- 2024/25: With: Tony Greene and Monica Majoli
- 2024: A Portrait in Fragments. Patricia L. Boyd, Moyra Davey, Dominique Gonzalez-Foerster, Hervé Guibert, Pope.L, Monica Majoli, Maggie Lee
- 2024: Behrang Karimi. Pocket Call
- 2023/24: 20 Jahre dHCS-Stipendium
- 2023: Fiona Connor. Drawing something under itself
- 2023: Calling. Lisa Alvarado, Lizzi Bougatsos, Beverly Buchanan, Michael Buthe, Moki Cherry, Melike Kara, Mark Leckey, Lee ’Scratch’ Perry, Sarah Pucci, Stefan Tcherepnin, Paul Thek, Gisèle Vienne
- 2023: Jessica Vaughn. I <3 CUSTOMERS
- 2022/23: Matthias Groebel. A Change in Weather (Broadcast Material 1989–2001)
- 2022: Angharad Williams. Eraser
- 2022: Yuki Kimura. COL SPORCAR SI TROVA
- 2022: Closer. James Benning, Alejandro Cesarco, Steffani Jemison, Park McArthur & Constantina Zavitsanos, Josiane M.H. Pozi, Tiffany Sia
- 2021/22: Agnes Scherer. The Notebook Simulations
- 2021: Vika Kirchenbauer. FEELINGS THAT MOVE NOWHERE
- 2021: Evelyn Taocheng Wang. Reflection Paper
- 2020: Josef Strau. Spirits and Objects...and How Non-Productive Love Is Sometimes Contained in Them...
- 2020: siren eun young jung: Deferral Theatre
- 2019/20: Alex Wissel. die Pest
- 2019/20: Hedda Schattanik und Roman Szczesny. Unterhaltung auf Kosten eines Traurigen
- 2019: Maskulinitäten. Eine Kooperation von Bonner Kunstverein, Kölnischem Kunstverein und Kunstverein für die Rheinlande und Westfalen
- 2019: Eileen Quinlan. WAIT FOR IT
- 2019: Lena Willikens & Sarah Szczesny. Phantom Kino Ballett
- 2018/19: Ulrike Müller. Container
- 2018: Sol Calero. Pica Pica
- 2018: Ei Arakawa. Performance People
- 2018: Kasia Fudakowski. Boiling Frogs
- 2017/18: Klassensprachen. Ausstellung, Magazin, Debatte
- 2017: Asymmetrische Architexturen – Lektüren zur Nachkriegsgeschichte des Kunstvereins
- 2017: Alexandra Pirici. Delicate Instruments of Engagement
- 2017: Johannes Paul Raether. Protekto.x.x 5.5.5.1 Precipitation
- 2017: Alicia Frankovich. OUTSIDE BEFORE BEYOND
- 2017: Dorota Gawęda und Eglė Kulbokaitė. Young Girl Reading Group 136
- 2016/17: Studio for Propositional Cinema. IN ADVANCE OF A SHIPWRECK
- 2016: Charlotte Prodger
- 2016: Stefan Wissel. Bewegung 15. Juli
- 2015/16: Walter Swennen. Ein perfektes Alibi
- 2014: Quadriennale Düsseldorf: Zum Beispiel „Les Immatériaux“
- 2014: Rosa Sijben
- 2013: Brenna Murphy
- 2012/13: Henry Flynt. Activities 1959
- 2012: Dominik Sittig. Reprise I. Aversionen Hysterien
- 2011: Habitat. Eine Gruppenausstellung in mehreren Teilen
- 2010: Henrik Plenge Jakobsen. Die letzten ihrer Art
- 2010: Florian Pumhösl
- 2009/2010: Dance in my experience. Manon de Boer, Henning Bohl, Tom Burr, Claire Fontaine, Brice Dellsperger, Josephine Meckseper, Michaela Meise, Aleksandra Mir, Hanna Schwarz
- 2008: Ulla von Brandenburg. Wo über dem Grün ein rotes Netz liegt; Amelie von Wulffen; Ian Wallace
- 2007: Blinky Palermo. Kapitaler Glanz; Gerard Byrne; Städtische Bühne
- 2006: Die Wörter, die Dinge. Teresa Margolles, Guillaume Leblon
- 2005: Rafal Bujnowski; Henning Boh; Marc Camille Chaimowicz; Fikret Atay, der neue orient; Time Line
- 1995: Orte der Kunst. Aneignungsstrategien des Kunstbetriebs zwischen Kunst und Ideologie. In Zusammenarbeit mit dem Museum für Moderne Kunst München
- 1979: Jubiläumsausstellung 5 × 30. Düsseldorfer Kunstszene aus fünf Generationen. 150 Jahre Kunstverein für die Rheinlande und Westfalen, 1829–1979
- 1967: Kunst des 20. Jahrhunderts aus rheinisch‐westfälischem Privatbesitz. Malerei, Plastik, Handzeichnung
- 1958: Dada. Dokumente einer Bewegung
- 1954: Jubiläumsausstellung zur Feier des 125‐jährigen Bestehens des Kunstvereins Meisterwerke aus dem Museu de Arte in Sao Paulo
- 1948: Kunst der Urmenschen. Bilder der Steinzeit aus der Felsbildergalerie des Frobenius‐Institutes Frankfurt
- 1846: Verzeichnis der Kunstwerke auf der Ausstellung Juni 1846
- 1845: Verzeichnis der Kunstwerke auf der Ausstellung Juni 1845
- 1843: Verzeichnis der Kunstwerke auf der Ausstellung Juni 1843
- 1842: Verzeichnis der Kunstwerke auf der Ausstellung Juni 1842
- 1841: Verzeichnis der Kunstwerke auf der Ausstellung Juni 1841
- 1839: Verzeichnis der Kunstwerke auf der Ausstellung Juni 1839
- 1838: Verzeichnis der Kunstwerke auf der Ausstellung Juli 1838
- 1837: Verzeichnis der Kunstwerke auf der Ausstellung Juli 1837
- 1836: Verzeichnis der Kunstwerke auf der Ausstellung Juli 1836
- 1835: Verzeichnis der Kunstwerke auf der Ausstellung Juli 1835
- 1834: Verzeichnis der Kunstwerke auf der Ausstellung Juli 1834
- 1833: Verzeichnis der Kunstwerke auf der Ausstellung Juli 1833
- 1832: Verzeichnis der Kunstwerke auf der Ausstellung Juli 1832
- 1829: Verzeichnis der Kunstwerke auf der Ausstellung 1829

## Vorsitzende
- 1829–1831: Philipp von Pestel, Regierungspräsident
- 1831–1834: Franz Edmund Josef von Schmitz-Grollenburg, Regierungspräsident
- 1834–1839: Franz von Spee, Graf
- 1840–1848: Karl Schnaase, Oberprokurator
- 1848–1864: Friderichs, Geheimer Justizrat
- 1864–1865: Johann Hermann Altgelt, Geheimer Regierungsrat
- 1865–1866: Hermann von Mallinckrodt, Regierungsrat
- 1866–1880: Leo von Massenbach, Regierungspräsident
- 1881–1883: Werner Hausmann, Doktor
- 1883–1884: Wilhelm von Becker, Geheimer Oberjustizrat
- 1884–1897: Spickhoff, Justizrat
- 1897–1911: Hermann Nicolaus von Wätjen (1851–1911), Regierungsrat a. D.
- 1911–1924: Wilhelm Lohe (1861–1924), Justizrat, Stadtverordneter
- 1924–1939: Alfred Friedrich Flender (1876–1939), Fabrikbesitzer A. Fr. Flender & Co.
- 1939–1941: Josef Wilden (1877–1953), Professor, Präsident der Industrie- und Handelskammer, Beigeordneter der Stadt Düsseldorf, Präsidenten des Städtischen Musikvereins bis 1949
- 1941–1946: Karl Jarres, Oberbürgermeister a. D.
- 1946–1953: Josef Wilden (1877–1953)
- 1954–1958: Victor Achter, Jurist, Professor in Köln
- 1958–1961: Carl Halslinde (1893–1964), Präsident der Oberfinanzdirektion Düsseldorf a. D.
- 1961–1967: Viktor Achter
- 1967–1977: Günter Geisseler (* 1909), Oberlandesgerichtsrat a. D., Konzern-Justitiar der Mannesmann AG
- 1977–1995: Gerd Schäfer, Jurist[10]
- 1995–1997: Werner Lippert, Kunsthistoriker
- 1997–2000: Wolfgang Döring, Professor, Architekt
- seit 2000: Georg Kulenkampff[11]